# Borzavár
Borzavár község Veszprém vármegyében, a Zirci járásban.

## Fekvése
A Zircről Porvára vezető út mellett fekszik.

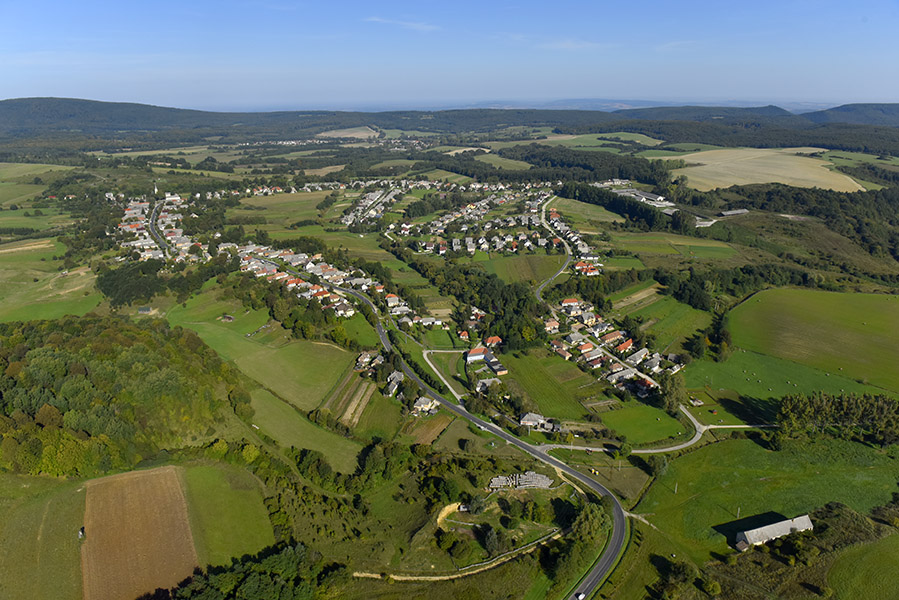
Borzavár látképe madártávlatból

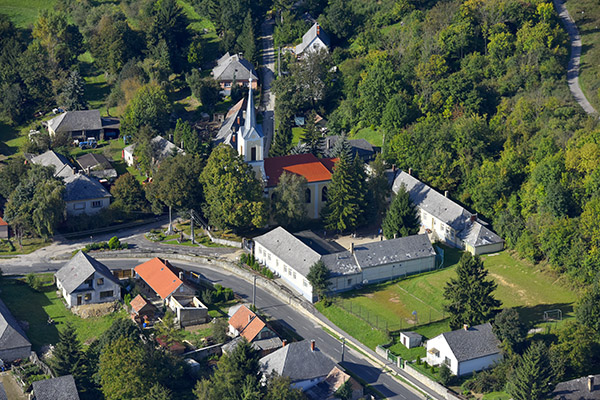
Borzavár község légi felvételen

Ez a kis lélekszámú falu gyönyörű turisztikai hálózattal rendelkezik.
A község a Bakony szívében, Zirctől 4 km-re, a Pálihálási patak erdőtől övezett medencéjének lejtőjén fekszik. Nevét az egykor itt termesztett sok bodzáról, helyi nevén borza  nyerte. A tiszta levegő, a közeli Kőris-hegy és a településen áthaladó országos Kék-túra útvonal sok kirándulót vonz.

## Története
A telepesek nagyobbrészt magyarok, kisebb részt szlovákok voltak. A falu 1785-ben már 687 fős volt. A telepesek mind római katolikus hitűek voltak.
A templom építése 1775-ben fejeződött be. 1834-ben a faluban tűzvész pusztított, a templom is leégett, 1837-ben újjáépítették, majd 1894-ben másikat építettek helyette. A falunak már kezdettől fogva volt iskolája. A jó föld érdekében és a falu építéséhez is irtották az erdőt.
Ősi mesterség volt a szénégetés és a mészégetés. Borzavár és Porva 1963-ban közös tanácsot alkottak, s a termelőszövetkezeteik is egyesültek. A villanyt a külterületekre is bevezették az 1960-as években.
Jelentős társadalmi esemény volt, hogy bővült az iskola és óvoda is épült. A 90-es években csatorna, telefon és gáz hálózat épült.

## Közélete

### Polgármesterei
- 1990–1994: Dombi László (független)[3]
- 1994–1998: Dombi László (független)[4]
- 1998–2002: Dombi László (független)[5]
- 2002–2006: Dombi László (független)[6]
- 2006–2010: Dombi László István (független)[7]
- 2010–2014: Dócziné Belecz Ágnes[8]
- 2014–2019: Dócziné Belecz Ágnes (független)[9]
- 2019–2024: Dombi László (független)[10]
- 2024– : Skobrák Viktória (független)[1]

## Népessége
A település népességének változása:
| Lakosok száma | 723  | 709  | 704  | 743  | 750  | 749  | 740  |
|               | 2013 | 2014 | 2015 | 2021 | 2022 | 2023 | 2024 |

A 2011-es népszámlálás idején a lakosok 87%-a magyarnak, 1,7% németnek, 0,3% cigánynak, 0,3% ukránnak mondta magát (13% nem nyilatkozott; a kettős identitások miatt az végösszeg nagyobb lehet 100%-nál). A vallási megoszlás a következő volt: római katolikus 62,6%, református 3,2%, evangélikus 0,1%, görögkatolikus 0,4%, izraelita 0,1%, felekezeten kívüli 8,9% (23,5% nem nyilatkozott).
2022-ben a lakosság 89,7%-a vallotta magát magyarnak, 0,8% németnek, 0,3% bolgárnak, 0,1% ukránnak, 0,1% cigánynak, 0,4% egyéb, nem hazai nemzetiségűnek (10,1% nem nyilatkozott; a kettős identitások miatt a végösszeg nagyobb lehet 100%-nál). Vallásuk szerint 41,6% volt római katolikus, 4% református, 0,3% evangélikus, 0,3% görög katolikus, 1,7% egyéb keresztény, 0,7% egyéb katolikus, 9,2% felekezeten kívüli (42% nem válaszolt).

## Nevezetességei
Szentkút
A jelzett turistaút nem érinti, de egy jelzett zöld kerékpárút ott megy el kb. 400 m-rel mellette. A patak, mely Pálihálás felől Borzavár felé folyik, és amelyiknek a völgyoldalában a patak szintjénél kb. 35 m-rel magasabban a Kopasz-hegyen a Szentkutat találjuk, az 1965-ös térképen még a Hódos-ér nevet viseli. Eldugott, nyugalmas remek piknikező hely. A Kb.2.5 órát igénybe vevő program után a csoport védett kincseket a gyurgyalagokat vehetik szemügyre.
Péter és Pál római katolikus templom
A borzavári hívek eredeti temploma (amely Maria Himmelfahrt tiszteletére szenteltek) a mai vízmű helyén állt, amelynek építését a hívek 1776-ben fejezték be, de 1805-ben már használhatatlanná vált.
1807-ben az Esterházy család építtetett újat Szent Péter és Pál tiszteletére a ma is látható helyen. Az 1834-ben nagy tűzvész pusztított a faluban, amelyben a templom is leégett. Sok könyörgésükre a Vallásalap építette fel 1837-re a plébániaházzal együtt. 1885-ben a templomot be kellett zárni, mert veszélyessé vált. 1894-ben lerombolták és a mai 25x10 méteres templomot építették fel a mai formájában.
Valamint a templom előtt elhelyezkedik egy Trianoni emlékmű.